# Långa depressionen

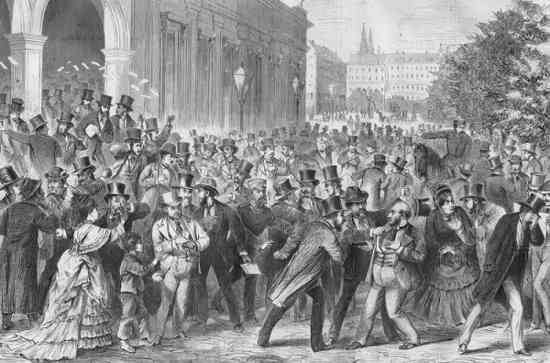
Börskraschen i Wien i maj 1873.

Långa depressionen var en internationell ekonomisk kris, som drabbade stora delar av Europa och Nordamerika, efter period av stark ekonomisk tillväxt i mitten av 1800-talet och nordamerikanska inbördeskriget. Lågkonjunkturen kallades då Stora depressionen, fram till att Stora depressionen under 1930-talet övertog detta namn. Under perioden rådde  deflation och låg tillväxt, från 1873 ända till 1896), men innebar inte samma stränga "ekonomiska tillbakagång [och] spektakulära nedgång" som 1930-talets stora depression.
Krisen märktes främst i Västeuropa och Nordamerika, eller rättare sagt där de mest tillförlitliga fakta finns tillgängliga.  Storbritannien anses ofta ha drabbats värst och förlorade stora delar av sitt industriella försprång till Kontinentaleuropa.  Medan krisen pågick ansågs Storbritanniens ekonomi varit i långvarig depression från 1873 och fram till åtminstone 1896, och vissa texter kallar perioden Stora depressionen 1873–1896.
I USA kallas perioden oftast Depressionen 1873–1879, och anses ha börjat med Paniken 1873, och förlängts genom Paniken 1893. National Bureau of Economic Research menar att paniken varade mellan oktober 1873 och mars 1879. Dessa 65 månader blev det den längsta tillbakagången i NBER statistik, och kan jämföras med 43 månader under 1930-talets depression. Efter nedgången gick ekonomin in i en period av stark tillväxt, och USA:s ekonomi upplevde sin snabbaste tillväxt någonsin under 1870- och 80-talen.

## Bakgrund
Perioden före hade dominerats av stora militära konflikter och ekonomiska framgångar. I Europa hade fransk-preussiska kriget utkämpats 1870-1871 och skapat Tyskland, och de 200 miljoner pund i krigsskadestånd som Frankrike tvingats betala ledde till en inflatorisk investeringsboom i Tyskland och Centraleuropa. Ny teknik som Bessemermetoden för stålframställning och nya industrier växte snabbt, liksom järnvägsmarknaden. I USA följdes nordamerikanska inbördeskriget och en kort efterkrigsnedgång (1865–1867) av en investeringsboom, med fokus på framför allt järnvägsbyggen i västra USA, vilket framför allt bekostats av utländska investerare. I Frankrike tog man till medveten deflation för att kunna betala av krigsskadestånden .

### Fotnoter
1. ↑  Rosenberg, Hans (1943). ”Political and Social Consequences of the Great Depression of 1873-1896 in Central Europe”. The Economic History Review. 13 (Blackwell Publishing) (1/2):  sid. 58–73. http://www.jstor.org/stable/2590515.
2. ↑  Musson, A.E. (1959). ”The Great Depression in Britain, 1873-1896: A Reappraisal”. The Journal of Economic History (Cambridge University Press) 19 (2):  sid. 199–228. http://www.jstor.org/stable/2114975.
3. ↑  Capie, Forrest; Wood, Geoffrey (1997). ”Great Depression of 1873–1896”. i Glasner, David; Cooley, Thomas F.. Business cycles and depressions: an encyclopedia. New York: Garland Publishing. sid. 148–49. ISBN 0824009444
4. ↑  ”Arkiverade kopian”. Arkiverad från originalet den 18 juli 2011. https://web.archive.org/web/20110718091926/http://butnowyouknow.wordpress.com/those-who-fail-to-learn-from-history/history-of-economic-downturns-in-the-us/. Läst 30 augusti 2011.
5. ↑  ”Business Cycle Expansions and Contractions”. National Bureau of Economic Research. http://www.nber.org/cycles/cyclesmain.html. Läst 4 januari 2009.
6. ↑  Fels, Rendigs (1949). ”The Long-Wave Depression, 1873-97”. The Review of Economics and Statistics (The MIT Press) 31 (1):  sid. 69–73. doi:10.2307/1927196.
7. ↑  Rothbard (2002), 164
8. 1 2 3 4  David Glasner, Thomas F. Cooley (1997). ”Crisis of 1873”. Business Cycles and Depressions: An Encyclopedia. Taylor & Francis. ISBN 0824009444.